# 대한민국-브라질 관계
대한민국과 브라질은 1959년 일찍이 한국과 수교하였으며 1963년 무역, 이민협정을 체결하였다. 현재 재브라질 한국 교민들과 한국의 여러 기업 및 공공 기관들이 진출해 있다.

## 정무
브라질리아에 대사관이, 상파울루에 총영사관이 개설되어 있다. 서울에 주한 대사관이 개설되어 있다.
| 대수 | 이 름          | 임기               | 비고               |
| ---- | -------------- | ------------------ | ------------------ |
| 1    | 박동진(朴東鎭) | 1962.10 ~ 1968. 2  | (1962. 7. 11 개설) |
| 2    | 권순찬         | 1968. 5 ~ 1971. 3  |                    |
| 3    | 노석찬(盧錫瓚) | 1971. 3 ~ 1974. 2  |                    |
| 4    | 송찬호(宋贊鎬) | 1974. 2 ~ 1977. 4  |                    |
| 5    | 채명신(蔡命新) | 1977. 4 ~ 1981. 5  |                    |
| 6    | 신현수(申鉉銖) | 1981. 7 ~ 1983. 5  |                    |
| 7    | 공로명(孔魯明) | 1983. 6 ~ 1986. 10 |                    |
| 8    | 권태웅(權泰雄) | 1986.10 ~ 1989. 9  |                    |
| 9    | 김기수(金琦洙) | 1989. 9 ~ 1991. 7  |                    |
| 10   | 한철수(韓哲洙) | 1991. 7 ~ 1993. 4  |                    |
| 11   | 변정현(邊正鉉) | 1993. 4 ~ 1996. 2  |                    |
| 12   | 김삼훈(金三勳) | 1996. 2 ~ 1998. 4  |                    |
| 13   | 이원영(李元永) | 1998. 5 ~ 2001. 2  |                    |
| 14   | 김명배(金明培) | 2001. 2 ~ 2003. 6  |                    |
| 15   | 김광동(金光東) | 2003. 6 ~ 2006. 2  |                    |
| 16   | 최종화(崔鍾華) | 2006. 2 ~ 2008. 5  |                    |
| 17   | 조규형(曺圭瀅) | 2008. 5 ~ 2010. 2  |                    |
| 18   | 최경림(崔京林) | 2010. 2 ~ 2012. 9  |                    |
| 19   | 구본우(具本友) | 2012. 9 ~ 2015. 11 |                    |
| 20   | 이정관(李廷觀) | 2015. 11 ~         |                    |

## 경제
근본적으로 양국은 통상관계에 있어 각국의 중심교역국가 범주 내에서 벗어나 있다. 양국 간에 특별한 무역협정이 체결되어 있는 것도 아니고 별다른 교역현안이 있는 것도 아니다. 또한, 브라질의 주요외교정책에 한국이 중요대상국에 속해있는 것도 아니다. 그러함에도, 대한민국의 대(對)브라질 수출은  118억2139만USD, 브라질의 대(對)대한민국 수출은 63억4293만USD(각 2011년)에 달하여, 브라질은 대한민국에 있어서 제10위의 수출국이자 제19위의 수입국이다. 또한 대한민국의 대 중남미 투자  중 11.6%가 브라질에 대한 것으로서, 실질적으로 중남미 제1위의 투자 대상국이다.(2006년 기준)
브라질과 한국을 잇는 직항 노선은 없으며, 대체로 로스앤젤레스 (LA)를 경유하고, 인천국제공항에서 출발하는 로스앤젤레스 국제공항을 경유해서 상파울루 구아룰류스 국제공항가지 가는 항공편은 대한항공에서만 운항한다.
| 서울/인천 \|\| align=center\|ICN \|\| align=center\|RKSI \|\| 인천 | ○아시아나항공(1개) : 상파울루 |

## 사회
모두 50,773명(재외국민 25,819명, 시민권자 24,954 명)의 한민족들이 브라질에 거주(2010년 12월 기준)하고 있다.  이것은 남미 중에서 최대의 규모이다. 한국전쟁 휴전후 반공포로들 중 일부가 국제연합의 주선에 의해 당시 중립국이었던 브라질을 제3국으로 택했다. 1956년 2월 북한군 출신 50명과 중국군 출신 5명이 인도를 거쳐 브라질의 리우데자네이루에 도착한 것이 최초의 한국인 이민이다. 1960년대 들어서 한국인들의 브라질 이민은 본격화되었다. 농업 이민, 기술자 이민, 가톨릭 교단 간 협력에 의한 가톨릭 이민 등 6차에 걸친 대규모 이민이 단행된 것이다. 한국 교민에 대한 평가는 매우 높다.

## 스포츠
현재 브라질 선수들 중에는 K리그에 진출한 선수가 있으며 한국의 축구 선수들도 브라질에 진출하기도 하였고.(세징야등)

## 같이 보기
- 한국계 브라질인
- 대한민국의 대외 관계
- 인도-태평양 전략
- 브라질의 대외 관계